# Université Lusíada de Lisbonne
 (janvier 2019).
Si vous disposez d'ouvrages ou d'articles de référence ou si vous connaissez des sites web de qualité traitant du thème abordé ici, merci de compléter l'article en donnant les références utiles à sa vérifiabilité et en les liant à la section « Notes et références ».
L'université Lusíada de Lisbonne (en portugais : Universidade Lusíada de Lisboa) est une université privée portugaise fondée en 1986 et située à Lisbonne.
L'université est l'une des plus anciennes universités privées portugaises et est une référence historique dans le mouvement qui a stimulé et consolidé l'enseignement privé dans le système universitaire portugais.

## Histoire
L'université est fondée en 1986 par la Cooperativa de Ensino Universidade Lusíada, qui est devenue la Fondation Minerva depuis 2013, l'organisme qui possède également l'université Lusíada - Nord ainsi que des campus en Angola et à São Tomé-et-Príncipe.

## Organisation
- Faculté des arts et architecture
- Faculté de droit
- Faculté des sciences économiques et d'entreprise
- Institut d'ingénierie et technologies
- Institut de psychologie et des sciences de l'éducation
- Institut supérieur de service social

## Docteurshonoris causa
- José Saraiva Martins, cardinal portugais
- António Ramalho Eanes, premier président de la République portugaise entre 1976 et 1986
- Xanana Gusmão, président est-timorais entre 2002 et 2007
- António Bagão Félix, ministre et homme politique portugais